# MXRA5
La proteína asociada a la remodelación de matriz 5 (MXRA5) es una proteína humana codificada por el gen MXRA5, en el brazo corto del cromosoma X.

## Función
Este gen codifica una de las proteínas asociadas a la remodelación de la matriz. Esta proteína contiene siete repeticiones ricas en leucina y doce dominios tipo C2 similares a inmunoglobulina relacionados con perlecan. Este gen tiene un pseudogén en el cromosoma Y.

## Relevancia clínica
Las mutaciones en este gen se han visto frecuentemente en casos de carcinoma pulmonar no microcítico.